# Şevkefza Sultan
Şevkefza Sultan (turco ottomano: شوق افزا قادین, lett. "colei che rallegra"; Circassia, 12 dicembre 1820 – Istanbul, 17 settembre 1889), nota anche come Şevkefza Kadın, è stata una consorte del sultano ottomano Abdülmecid I e madre e Valide Sultan del sultano Murad V.

## Origini
Şevkefza nacque in Circassia il 12 dicembre 1820.
Fu portata a Istanbul all'età di sette anni, e presentata a corte da Zeynelabidin Efendi, primo Imam del sultano ottomano Mahmud II. 
Şevkefza venne inserita nella corte di Nurtab Kadın, una delle consorti del sultano, e inizialmente lavorò come ballerina per almeno sette anni.
È stata descritta come una donna di straordinaria bellezza, di media statura, formosa, con occhi e capelli neri. Era gentile e devota ai suoi cari, ma non molto intelligente, priva di astuzia e dal cuore semplice, si faceva facilmente influenzare. 

## Consorte imperiale
Nel luglio 1839 Mahmud II morì e suo figlio Abdülmecid salì al trono.
Incantato dalla sua bellezza e insoddisfatto della sua prima consorte, Servetseza Kadin, che pure diventerà una sua alleata, sposò Şevkefza il 1 agosto 1839. Inizialmente le venne dato il rango di "BaşIkbal" (prima favorita) e il titolo Şevkefza Hanim, ma nel 1843, 1845 e 1849 fu via via promossa a "Quarta Kadın" (consorte), "Terza Kadın" e infine "Seconda Kadın", col titolo di Şevkefza Kadin.
Diede al sultano un figlio, il futuro Murad V, e una figlia che morì bambina.
Durante il suo mandato come consorte divenne gelosa di un'altra consorte, Serfiraz Hanim, che aveva una grande influenza su Abdülmecid. Şevkefza le distrusse la reputazione mettendo in giro una voce secondo cui aveva una relazione adultera con una guardia di palazzo.
Nel 1861 Abdülmecid morì. Sebbene, secondo la legge, il legittimo erede fosse il suo fratellastro minore, Abdülaziz I, Abdülmecid desiderava che il suo erede fosse il figlio suo e di Şevkefza, Murad. Şevkefza tentò quindi di mettere Murad sul trono, ma fallì. Secondo le memorie delle sue dame, il piano non era opera di Şevkefza, che, benché devota al figlio, mancava di coraggio e capacità per idearlo, ma era stata istigata da Servetseza Kadin, che amava Murad come un figlio, e dall'ancella Nakşifend Kalfa. In ogni caso, fallirono e Abdülaziz salì al trono. La madre di questo, la nuova Valide Pertevniyal Sultan, prese in odio tutte e tre le cospiratrici e durante il regno di suo figlio negò loro ogni richiesta. 

## Valide Sultan
Il 30 maggio 1876 Abdülaziz venne deposto e Murad V proclamato sultano. Secondo molti, Şevkefza e le sue alleate avevano preso parte agli aventi che portarono alla deposizione. Il suo primo atto fu ordinare la confisca dei beni di Pertevniyal Sultan.
Şevkefza divenne Valide Sultan, assumendo il titolo di Şevkefza Sultan, ma il suo fu il mandato più breve della storia: dopo soli 93 giorni Murad fu deposto per incapacità mentale e rinchiuso, con tutta la sua famiglia, nel Palazzo di Çırağan.
Şevkefza temeva che questo potesse accadere: costantemente preoccupata per la salute e la sicurezza del figlio, nelle sue stanze vennero trovati talismani e amuleti protettivi con su scritto il nome del figlio. 
Ciononostante, Şevkefza non accettò mai la deposizione del figlio, e venne detto che, se avesse dovuto dare la vita per rimetterlo sul trono, lo avrebbe fatto senza esitare, ma le mancanze caratteriali di entrambi fecero fallire ogni tentativo, come quello del 1877. 

## Morte
Şevkefza morì il 17 settembre 1889, ancora confinata a Palazzo di Çırağan, dopo tre mesi di febbre intensa dovuta a un gonfiore sul collo, probabilmente un cancro. Venne sepolta nella Yeni Cami. 

## Discendenza
Da Abdülmecid I, Şevkefza ebbe un figlio e una figlia:
- Murad V (21 settembre 1840 - 29 agosto 1904). 33º Sultano dell'Impero ottomano.
- Aliye Sultan (20 ottobre 1842 - 10 luglio 1845). Nata a Palazzo Beşiktaş, sepolta nella Yeni Cami.

## Cultura popolare
- Şevkefza è un personaggio del romanzo storico del 2009 di Hıfzı Topuz Abdülmecit: İmparatorluk Çökerken Sarayda 22 Yıl: Roman.
- Nel film del 2012 The Sultan's Women, Şevkefza Kadın è interpretata dall'attrice turca Ayşegül Siray.